# فدراسیون سوارکاری ایران
فدراسیون سوارکاری ایران بالاترین نهاد متولی ورزش سوارکاری و اسب ورزشی در سطح ایران می‌باشد. کلیه فعالیت‌های مرتبط با ورزش سوارکاری در سطوح بین المللی و ملی تحت نظارت و برنامه ریزی این فدراسیون انجام میشود.